# Непал на летних Олимпийских играх 1964
Непал принимал участие в Летних Олимпийских играх 1964 года в Токио (Япония) в первый раз за свою историю, но не завоевал ни одной медали. В соревнованиях принимали участие 6 спортсменов — 4 боксёра-стрелка из 6-го личного королевы Елизаветы гуркхского стрелкового полка Британской армии и 2 легкоатлета из непальской армии. Боксёры тренировались под руководством австралийского тренера Билли Тингла и старшего сержанта Бёрджесса в Гонконге. На следующую Олимпиаду непальские боксёры также были приглашёны, но армейское командование отказалось их отпустить. По состоянию на 2013 год двое олимпийцев (Рам Прасад Гурунг и Нам Сингх Тхапа) живы, двое легкоатлетов умерли, судьба двоих неизвестна.

## Результаты соревнований

### Бокс
| Категория  | Спортсмены         | 1/16 финала                                                 | 1/8 финала                               | 1/4 финала           | 1/2 финала           | Финал                | Итоговое место |
| Категория  | Спортсмены         | Соперник Результат                                          | Соперник Результат                       | Соперник Результат   | Соперник Результат   | Соперник Результат   | Итоговое место |
| ---------- | ------------------ | ----------------------------------------------------------- | ---------------------------------------- | -------------------- | -------------------- | -------------------- | -------------- |
| до 51 кг   | Нам Сингх Тхапа    |                                                             | Роберт Кармоди (USA) П RSC 1 раунд, 2:45 | Завершил выступление | Завершил выступление | Завершил выступление | 9              |
| до 57 кг   | Бхим Бахадур Тхапа | Хайнц Шульц (EUA) П 0:5 (57:60, 56:60, 54:60, 54:60, 54:59) | Завершил выступление                     | Завершил выступление | Завершил выступление | Завершил выступление | 17             |
| до 60 кг   | Рам Прасад Гурунг  | Янош Кайди (HUN) П RSC 1 раунд, 2:52                        | Завершил выступление                     | Завершил выступление | Завершил выступление | Завершил выступление | 17             |
| до 63,5 кг | Ом Прасад Пун      | Тадессе Гебрегиоргис (ETH) В DSQ 1 раунд, 1:42              | Хабиб Галхия (TUN) П KO 1 раунд, 3:07    | Завершил выступление | Завершил выступление | Завершил выступление | 9              |

### Лёгкая атлетика
Мужчины
Шоссейные дисциплины
| Дисциплина | Спортсмены          | Время | Место | Отставание |
| ---------- | ------------------- | ----- | ----- | ---------- |
| марафон    | Бхупендра Силвал    | DNF   | —     | —          |
| марафон    | Ганга Бахадур Тхапа | DNF   | —     | —          |